# Crambus nolckeniellus
Crambus nolckeniellus là một loài bướm đêm trong họ Crambidae.